# Pay Pal (Los Simpson)
Pay Pal, llamado Amiguita pagada en Hispanoamérica y Amiga de pago en España, es el penúltimo capítulo de la temporada 25 de la serie estadounidense Los Simpsons, y el 551 de la misma. Se estrenó el 11 de mayo de 2014 en EE. UU. Fue escrito por David H. Steinberg y director Michael Polcino. Las estrellas invitadas son Carl Kasell, John Oliver y Peter Sagal. Cuenta que Marge paga a una niña, llamada Tumi, para que sea amiga de Lisa.

## Sinopsis
Todo comienza cuando Bart Simpson mira a Itchy & Scratchy, pero Marge lo interrumpe cuando prepara un pastel para la fiesta de la calle, al final termina hecho un desastre y Marge termina comprando el pastel. En la fiesta, Marge conoce a un nuevo vecino, el cual invita a Marge y a Homer a una noche de juegos.
Pero debido a presiones de su esposa para que no haga el ridículo como siempre, Homer provoca un desastre en la misma cuando pelea contra el anfitrión de la fiesta a causa de una simple pregunta que Homer le hace con respecto al argumento del juego de rol que iban a interpretar los invitados. Ambos, Marge y Homer, son expulsados de la fiesta; para desagrado de Marge, la cual le confiesa a Homer que lo que más le preocupaba era el hecho de que así le podría suceder a Lisa debido a que, en medio de una conversación debido a la necesidad de salir con otras parejas y forjar nuevas amistades, ella los interrumpe diciendo que prefería estar sola.
Al día siguiente, en la escuela, Lisa se hace amiga de una chica nueva, llamada Tumi, durante una actividad de gimnasia. Pero en realidad, esta nueva "amiga" de Lisa es pagada por Marge para que lo fuera. Esto ofende mucho a Lisa al descubrirlo (Bart descubre todo al hacerle fotografías a la niña en una zona de juego). Pero luego, al tratar Marge de enmendarse con su niña, esta todavía se niega a perdonar a Marge por sus malas acciones y tiene la intención de decirle a todos los psiquiatras respecto; lo que provoca que Marge llore. Lisa ve esto como algo increíble: después de tanto tiempo, al fin la hace llorar. Pero esto también le preocupa y, llorando también, le pide que se calme. Volviendo a ser amigas, Lisa la abraza y la felicita por ser el Día de las Madres. Homer y Bart hacen una escapada, horrorizados claramente que han olvidado el Día de la Madre.
Al final del episodio, Tumi la chica a la cual Marge le pagó, habla en el patio de la escuela con Lisa y ésta le pide que, si quiere que ambas sean amigas, deben ser sinceras consigo mismas. Cuando, sin embargo, la amiga le dice que no es del todo vegetariana y ha comido carne de caballo, Lisa desaparece de su lado.